# Лоуренс, Джеймс (футболист)
Джеймс Александер Лоуренс (англ. James Alexander Lawrence; 22 августа 1992, Хенли-он-Темс, Англия) — валлийский футболист, защитник нидерландского клуба «Алмере Сити». Выступал за сборную Уэльса.

## Карьера

### Клубная карьера
Джеймс начал заниматься футболом в клубе «Энфилд», затем выступал за лондонский «Арсенал» и «КПР». В 16 лет защитник присоединился к юношеской команде нидерландского «Харлема».
В июне 2009 Лоуренс перешёл в амстердамский «Аякс», за который выступал на протяжении двух лет. По итогам сезона 2009/10 молодёжная команда «Аякса» (до 19 лет) заняла второе место в первенстве Нидерландов, а на следующий год стала победителем соревнования.
Сезон 2011/12 англичанин провёл в роттердамской «Спарте», после чего присоединился к молодёжной команде «Валвейка».
13 июня 2014 года Лоуренс закончил амстердамский институт Йохана Кройфа по специальности «спортивный менеджмент».
13 августа 2014 года Джеймс перешёл в «Тренчин». Вскоре он дебютировал в матче Кубка Словакии и отметился забитым мячом. 17 августа защитник провёл первую игру в чемпионате Словакии, которая пришлась на встречу с «Кошице».
В 2015 году «Тренчин» стал обладателем Кубка Словакии. Лоуренс принимал участие в финальной встрече против «Сеницы», в которой его команда победила в серии пенальти. По итогам сезона 2014/15 «Тренчину» удалось сделать «золотой дубль», выиграв чемпионат.
29 августа 2018 перешёл в бельгийский «Андерлехт».
Летом 2019 года на правах аренды перешёл в клуб немецкой Второй Бундеслиги «Санкт-Паули».
25 августа 2024 года перешёл в нидерландский «Алмере Сити», подписав двухлетний контракт до середины 2026 года. 15 сентября дебютировал в Эредивизи в матче против «Хераклеса».

### Карьера в сборной
В ноябре 2018 Джеймс был вызван в сборную Уэльса, за которую он имеет право играть, так как его бабушка родилась в Хаверфордуэсте. 20 ноября 2018 Лоуренс провёл первую игру за валлийцев в товарищеском матче со сборной Албании.

## Достижения
«Тренчин»
- Чемпион Словакии (2): 2014/15, 2015/16
- Обладатель Кубка Словакии (2): 2014/15, 2015/16